# شبگرد کک‌مکی
 شبگرد کک‌مکی (نام علمی: Caprimulgus tristigma) نام یک گونه از تیره شبگردان است.